# Mohammad Mustafa
Mohammad Ali Mustafa (1989. október 29. –) jordániai válogatott labdarúgó, a katari Al-Khor hátvédje.

## Pályafutása

### A válogatottban
Első nemzetközi mérkőzését a jordán válogatottal 2011. július 28-án játszotta Nepál ellen a 2014-es világbajnokság egyik selejtező mérkőzésén. Részt vett a 2015-ös Ázsia-kupán